# Chundikkulam-Lagune

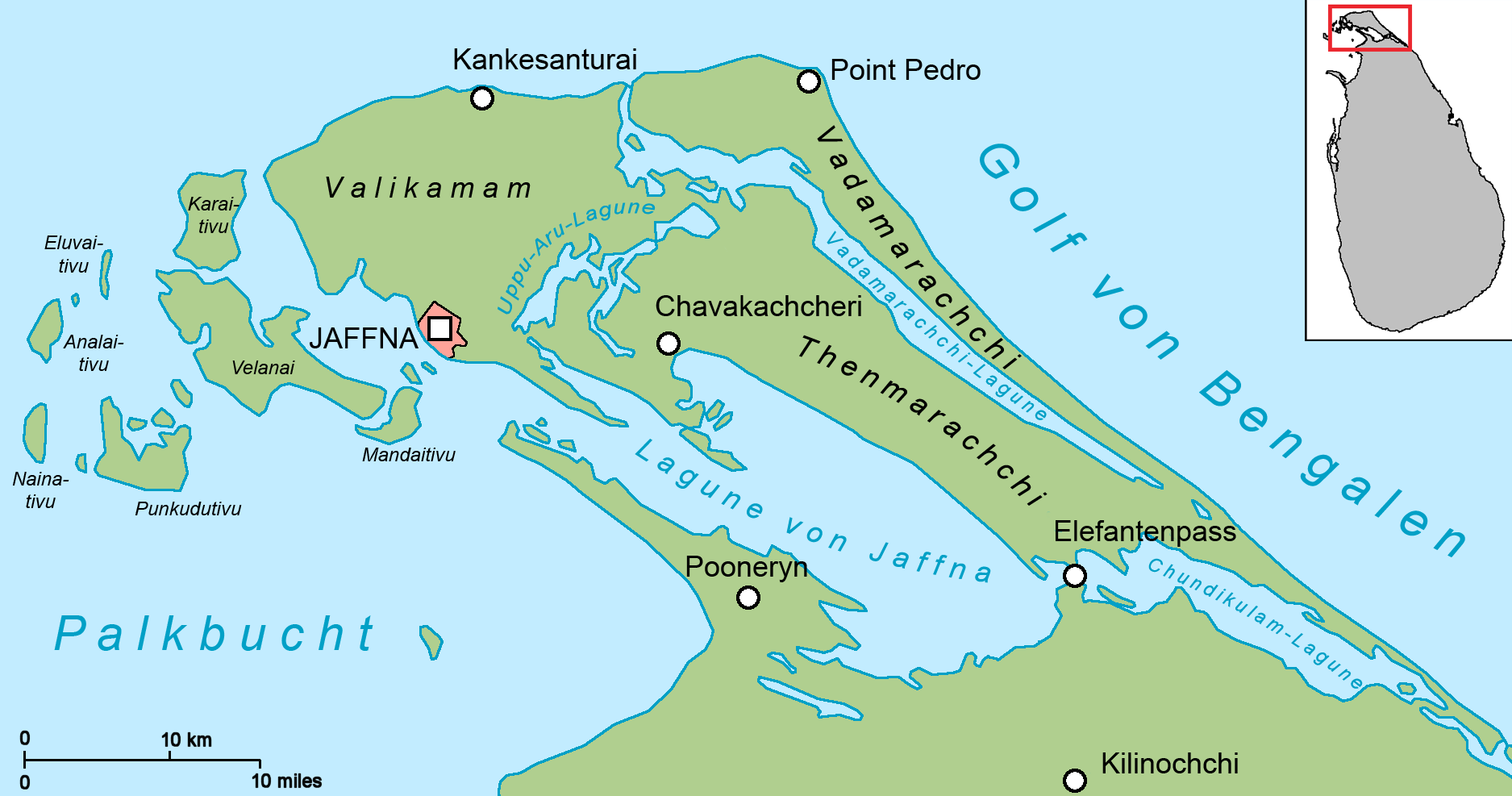
Karte der Jaffna-Halbinsel mit der Chundikkulam-Lagune

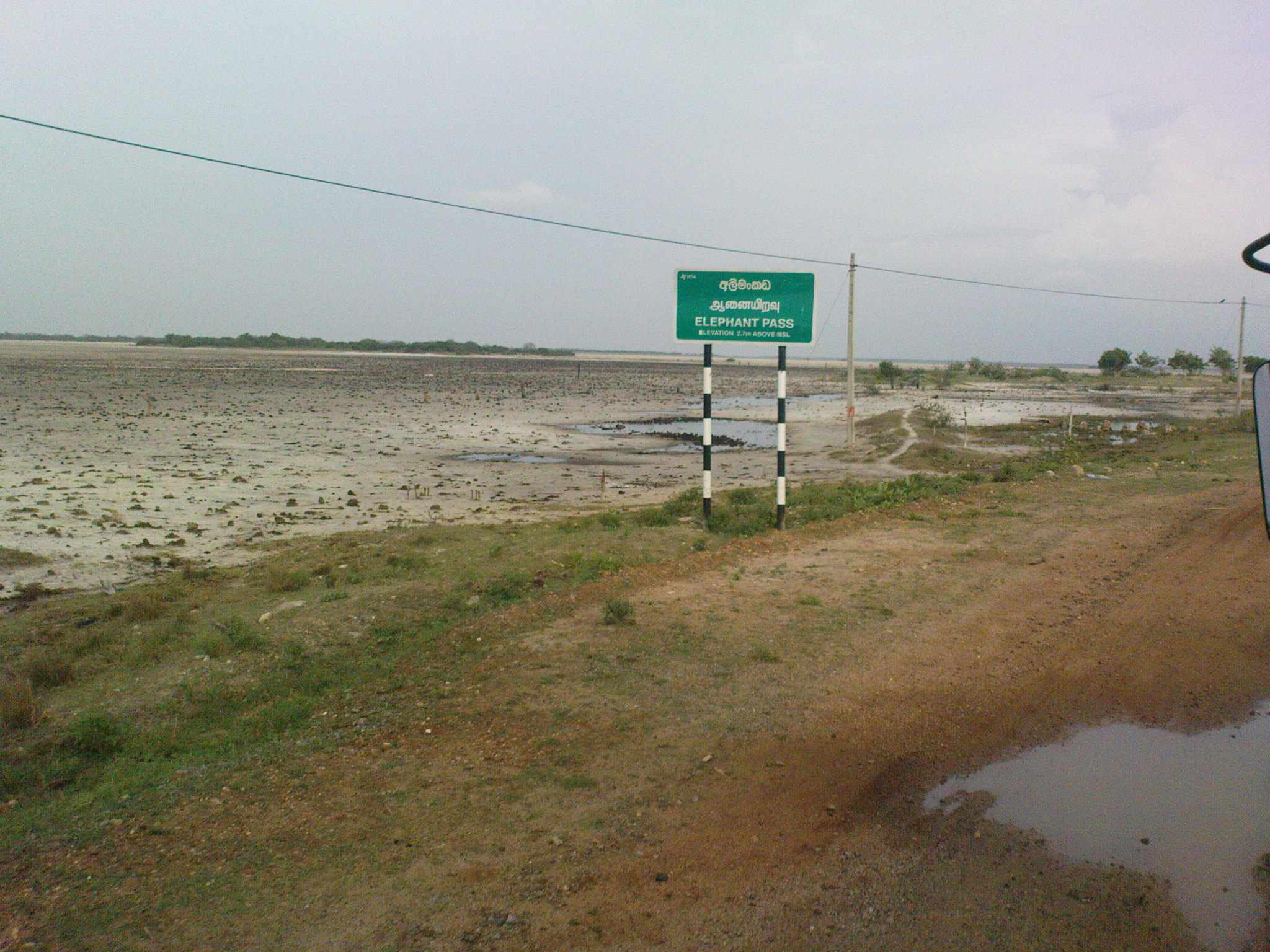
Blick auf die Chundikkulam-Lagune am Elefantenpass

Die Chundikkulam-Lagune (Tamil: சுண்டிக்குளம் கடல் நீரேரி Cuṇṭikkuḷam kaṭal nīrēri, Englisch: Chundikkulam Lagoon) oder Elefantenpass-Lagune (Tamil: ஆனையிறவு கடல் நீரேரி Āṉaiyiṟavu kaṭal nīrēri, Englisch: Elephant Pass Lagoon) ist eine Lagune in der Nordprovinz Sri Lankas.
Die Chundikkulam-Lagune liegt zwischen der Hauptinsel und der Jaffna-Halbinsel. Im Westen wird die Chundikkulam-Lagune durch einen künstlich aufgeschütteten Damm am Elefantenpass von der Lagune von Jaffna getrennt, im Osten durch eine schmale Nehrung vom Golf von Bengalen. Von Westen nach Osten misst die Chundikkulam-Lagune rund 25 Kilometer bei einer maximalen Breite von nur rund vier Kilometern. Die Fläche beträgt rund 135 Quadratkilometer.
Das Wasser der Chundikkulam-Lagune ist brackig. Die Lagune ist mit Seegras bewachsen und wird teilweise von Mangroven gesäumt. Ursprünglich war die Chundikkulam-Lagune ein Teil der Lagune von Jaffna, durch den Bau des Straßendamms am Elefantenpass wurde sie aber von dieser abgetrennt. Damit wurde die Lagune vom Tidenhub abgeschnitten, die Salinität nahm ab, außerdem trocknet die Chundikkulam-Lagune nun während der Trockenzeit von April bis September zu großen Teilen aus.
Ein Gebiet im Südosten der Lagune ist seit 1938 als Vogelschutzgebiet (Chundikkulam Sanctuary) unter Naturschutz gezählt. Zu den Vogelarten, die im Winter beobachtet werden können, zählen der Rosaflamingo, die Knäkente, die Spießente, die Krickente, der Buntstorch, der Schwarzkopfibis, der Löffler und das Blässhuhn.